# 馬鈴薯塚 (印第安納州)
波塔托芒德（英語：Potato Mound）是位於美國印第安納州摩根縣的一個非建制地區。該地的面積和人口皆未知。